# Комунальні засоби масової інформації
Комунальні засоби масової інформації — це газети, телеканали, радіостанції, засновниками яких є органи місцевого самоврядування.
Створенням комунальних ЗМІ займаються комунальні підприємства, які обслуговують газети і телерадіокомпанії, створюють для них тексти, фото та відеоматеріали. Робота цих підприємств фінансується з бюджету. Як свідчить практика в комунальних ЗМІ не достатньо висвітлюються питання про місцевий бюджет, проблеми в ЖКГ, практична діяльність місцевих чиновників. На підставі цього важко стверджувати про доцільність комунальних ЗМІ як інформаційного джерела для місцевої громади.
Протягом 2016—2018 років в Україні відбувалося роздержавлення преси — медіареформа, яка мала на меті обмежити вплив публічних органів на друковані ЗМІ через засновані ними видання та редакції. Під дію реформи потрапили усі державні та комунальні друковані ЗМІ.
Станом на 2 травня 2019 року з 760 зареєстрованих державних і комунальних ЗМІ реформовано 594, а саме: 557 комунальних та 37 державних. Не реформованими лишилося 33 видання (25 комунальних і 8 державних). Водночас анульовано 133 свідоцтва видань друкованих ЗМІ: 80 комунальних і 53 державних. Серед них — це переважна більшість видань, які були зареєстровані, але не виходили протягом тривалого часу.